# Nagy-Britannia a 2006. évi téli olimpiai játékokon
Nagy-Britannia az olaszországi Torinóban megrendezett 2006. évi téli olimpiai játékok egyik részt vevő nemzete volt. Az országot az olimpián 9 sportágban 39 sportoló képviselte, akik összesen 1 érmet szereztek.

## Érmesek
| Érem  | Versenyző      | Sportág   | Versenyszám |
| ----- | -------------- | --------- | ----------- |
| Ezüst | Shelley Rudman | Szkeleton | Női         |

## Alpesisí
Férfi
| Versenyző         | Versenyszám            | 1. futam      | 1. futam      | 2. futam | 2. futam | Összesítés | Összesítés |
| Versenyző         | Versenyszám            | Idő           | Hely.         | Idő      | Hely.    | Idő        | Helyezés   |
| ----------------- | ---------------------- | ------------- | ------------- | -------- | -------- | ---------- | ---------- |
| Alain Baxter      | Műlesiklás             | 54,93         | 20.           | 51,22    | 18.      | 1:46,15    | 16.        |
| Noel Baxter       | Műlesiklás             | 56,07         | 29.           | 51,15    | 15.      | 1:47,22    | 20.        |
| Roger Cruickshank | Lesiklás               |               |               |          |          | 1:54,65    | 37.        |
| Roger Cruickshank | Szuperóriás-műlesiklás |               |               |          |          | 1:34,87    | 37.        |
| James Leuzinger   | Műlesiklás             | nem ért célba | nem ért célba | kiesett  | kiesett  | kiesett    | kiesett    |
| Finlay Mickel     | Lesiklás               |               |               |          |          | 1:51,48    | 25.        |
| Finlay Mickel     | Szuperóriás-műlesiklás |               |               |          |          | 1:32,10    | 22.*       |

| Versenyző   | Versenyszám | Lesiklás | Lesiklás | Műlesiklás | Műlesiklás | Műlesiklás | Műlesiklás | Műlesiklás | Műlesiklás | Összesítés | Összesítés |
| Versenyző   | Versenyszám | Lesiklás | Lesiklás | 1. futam   | 1. futam   | 2. futam   | 2. futam   | Össz.      | Össz.      | Összesítés | Összesítés |
| Versenyző   | Versenyszám | Idő      | Hely.    | Idő        | Hely.      | Idő        | Hely.      | Idő        | Hely.      | Idő        | Helyezés   |
| ----------- | ----------- | -------- | -------- | ---------- | ---------- | ---------- | ---------- | ---------- | ---------- | ---------- | ---------- |
| Noel Baxter | Összetett   | 1:42,26  | 36.      | 45,64      | 12.        | 44,89      | 10.        | 1:30,53    | 10.        | 3:12,79    | 14.        |

Női
| Versenyző     | Versenyszám            | 1. futam | 1. futam | 2. futam | 2. futam | Összesítés | Összesítés |
| Versenyző     | Versenyszám            | Idő      | Hely.    | Idő      | Hely.    | Idő        | Helyezés   |
| ------------- | ---------------------- | -------- | -------- | -------- | -------- | ---------- | ---------- |
| Chemmy Alcott | Lesiklás               |          |          |          |          | 1:57,85    | 11.        |
| Chemmy Alcott | Óriás-műlesiklás       | 1:04,47  | 32.      | 1:09,95  | 15.      | 2:14,42    | 22.        |
| Chemmy Alcott | Szuperóriás-műlesiklás |          |          |          |          | 1:34,20    | 19.        |

| Versenyző     | Versenyszám | Műlesiklás | Műlesiklás | Műlesiklás | Műlesiklás | Műlesiklás | Műlesiklás | Lesiklás | Lesiklás | Összesítés | Összesítés |
| Versenyző     | Versenyszám | 1. futam   | 1. futam   | 2. futam   | 2. futam   | Össz.      | Össz.      | Lesiklás | Lesiklás | Összesítés | Összesítés |
| Versenyző     | Versenyszám | Idő        | Hely.      | Idő        | Hely.      | Idő        | Hely.      | Idő      | Hely.    | Idő        | Helyezés   |
| ------------- | ----------- | ---------- | ---------- | ---------- | ---------- | ---------- | ---------- | -------- | -------- | ---------- | ---------- |
| Chemmy Alcott | Összetett   | kizárták   | kizárták   | kiesett    | kiesett    | kiesett    | kiesett    | kiesett  | kiesett  | kiesett    | kiesett    |

* - egy másik versenyzővel azonos eredményt ért el

## Biatlon
Férfi
| Versenyző   | Versenyszám  | Lövőhiba    | Időeredmény | Helyezés |
| ----------- | ------------ | ----------- | ----------- | -------- |
| Tom Clemens | 10 km sprint | 4 (2+2)     | 31:05,0     | 77.      |
| Tom Clemens | 20 km egyéni | 4 (0+1+1+2) | 1:01:43,9   | 57.      |

Női
| Versenyző   | Versenyszám   | Lövőhiba    | Időeredmény | Helyezés |
| ----------- | ------------- | ----------- | ----------- | -------- |
| Emma Fowler | 7,5 km sprint | 1 (0+1)     | 26:22,9     | 67.      |
| Emma Fowler | 15 km egyéni  | 7 (0+3+1+3) | 1:03:38,9   | 78.      |

## Bob
Férfi
| Versenyző                                              | Versenyszám | 1. futam | 1. futam | 2. futam | 2. futam | 3. futam | 3. futam | 4. futam | 4. futam | Összesítés | Összesítés |
| Versenyző                                              | Versenyszám | Idő      | Hely.    | Idő      | Hely.    | Idő      | Hely.    | Idő      | Hely.    | Idő        | Helyezés   |
| ------------------------------------------------------ | ----------- | -------- | -------- | -------- | -------- | -------- | -------- | -------- | -------- | ---------- | ---------- |
| Lee Johnston Dan Humphries                             | Kettes      | 56,22    | 15.      | 55,84    | 7.*      | 57,20    | 21.      | 57,08    | 13.*     | 3:46,34    | 15.        |
| Lee Johnston Martin Wright Karl Johnston Dan Humphries | Négyes      | 56,06    | 17.      | 56,07    | 15.      | 55,93    | 19.      | 55,32    | 8.       | 3:43,38    | 17.        |

Női
| Versenyző                        | Versenyszám | 1. futam | 1. futam | 2. futam | 2. futam | 3. futam | 3. futam | 4. futam | 4. futam | Összesítés | Összesítés |
| Versenyző                        | Versenyszám | Idő      | Hely.    | Idő      | Hely.    | Idő      | Hely.    | Idő      | Hely.    | Idő        | Helyezés   |
| -------------------------------- | ----------- | -------- | -------- | -------- | -------- | -------- | -------- | -------- | -------- | ---------- | ---------- |
| Nicola Minichiello Jackie Davies | Kettes      | 57,78    | 8.       | 57,49    | 1.       | 58,41    | 9.       | 58,48    | 10.      | 3:52,16    | 9.         |

* - egy másik csapattal azonos eredményt ért el

## Curling

### Férfi
- David Murdoch
- Ewan McDonald
- Warwick Smith
- Euan Byers
- Craig Wilson

#### Eredmények
Csoportkör
| Nemzet           | Szkip                  | Gy | V | P+ | P- | Gy end | V end | D end | Saját rabolt endek | Lökés % |
| ---------------- | ---------------------- | -- | - | -- | -- | ------ | ----- | ----- | ------------------ | ------- |
| Finnország       | Markku Uusipaavalniemi | 7  | 2 | 53 | 40 | 32     | 31    | 23    | 9                  | 78%     |
| Kanada           | Brad Gushue            | 6  | 3 | 66 | 46 | 47     | 31    | 9     | 23                 | 80%     |
| Egyesült Államok | Pete Fenson            | 6  | 3 | 66 | 47 | 36     | 33    | 16    | 13                 | 80%     |
| Nagy-Britannia   | David Murdoch          | 6  | 3 | 59 | 49 | 36     | 31    | 17    | 12                 | 81%     |
| Norvégia         | Pål Trulsen            | 5  | 4 | 57 | 47 | 33     | 32    | 17    | 9                  | 78%     |
| Svájc            | Ralph Stöckli          | 5  | 4 | 56 | 45 | 31     | 34    | 18    | 10                 | 76%     |
| Olaszország      | Joël Retornaz          | 4  | 5 | 47 | 66 | 37     | 38    | 10    | 7                  | 70%     |
| Németország      | Andy Kapp              | 3  | 6 | 53 | 55 | 34     | 34    | 17    | 12                 | 77%     |
| Svédország       | Peja Lindholm          | 3  | 6 | 45 | 68 | 31     | 40    | 12    | 4                  | 78%     |
| Új-Zéland        | Sean Becker            | 0  | 9 | 37 | 76 | 28     | 41    | 12    | 6                  | 69%     |

- február 13., 09:00

| Csapat             | Csapat                   | 1 | 2 | 3 | 4 | 5 | 6 | 7 | 8 | 9 | 10 | VE |
| 1. end utolsó köve | Olaszország (Retornaz)   | 1 | 0 | 2 | 0 | 1 | 0 | 1 | 0 | 0 | 0  | 5  |
|                    | Nagy-Britannia (Murdoch) | 0 | 3 | 0 | 2 | 0 | 1 | 0 | 0 | 0 | 1  | 7  |

- február 13., 19:00

| Csapat             | Csapat                   | 1 | 2 | 3 | 4 | 5 | 6 | 7 | 8 | 9 | 10 | VE |
| 1. end utolsó köve | Nagy-Britannia (Murdoch) | 0 | 1 | 4 | 0 | 0 | 0 | 3 | 0 | 2 | X  | 4  |
|                    | Új-Zéland (Becker)       | 1 | 0 | 0 | 0 | 2 | 1 | 0 | 1 | 0 | X  | 5  |

- február 15., 09:00

| Csapat             | Csapat                   | 1 | 2 | 3 | 4 | 5 | 6 | 7 | 8 | 9 | 10 | VE |
|                    | Kanada (Gushue)          | 1 | 1 | 0 | 3 | 0 | 1 | 1 | 0 | 2 | X  | 9  |
| 1. end utolsó köve | Nagy-Britannia (Murdoch) | 0 | 0 | 2 | 0 | 1 | 0 | 0 | 2 | 0 | X  | 5  |

- február 15., 19:00

| Csapat             | Csapat                   | 1 | 2 | 3 | 4 | 5 | 6 | 7 | 8 | 9 | 10 | VE |
|                    | Nagy-Britannia (Murdoch) | 0 | 0 | 0 | 1 | 0 | 0 | 2 | 0 | 2 | 1  | 6  |
| 1. end utolsó köve | Norvégia (Trulsen)       | 0 | 1 | 0 | 0 | 0 | 1 | 0 | 1 | 0 | 0  | 3  |

- február 16., 14:00

| Csapat             | Csapat                   | 1 | 2 | 3 | 4 | 5 | 6 | 7 | 8 | 9 | 10 | VE |
|                    | Nagy-Britannia (Murdoch) | 0 | 0 | 0 | 2 | 0 | 2 | 1 | 0 | 2 | 0  | 7  |
| 1. end utolsó köve | Németország (Kapp)       | 0 | 0 | 2 | 0 | 0 | 0 | 0 | 2 | 0 | 2  | 6  |

- február 17., 19:00

| Csapat             | Csapat                   | 1 | 2 | 3 | 4 | 5 | 6 | 7 | 8 | 9 | 10 | VE |
|                    | Svédország (Lindholm)    | 0 | 0 | 2 | 0 | 0 | 0 | 0 | X | X | X  | 2  |
| 1. end utolsó köve | Nagy-Britannia (Murdoch) | 2 | 2 | 0 | 3 | 0 | 0 | 1 | X | X | X  | 8  |

- február 18., 14:00

| Csapat             | Csapat                   | 1 | 2 | 3 | 4 | 5 | 6 | 7 | 8 | 9 | 10 | VE |
| 1. end utolsó köve | Svájc (Stöckli)          | 2 | 0 | 0 | 0 | 0 | 0 | 1 | 2 | 0 | 0  | 5  |
|                    | Nagy-Britannia (Murdoch) | 0 | 1 | 1 | 0 | 1 | 0 | 0 | 0 | 2 | 1  | 6  |

- február 19., 09:00

| Csapat             | Csapat                    | 1 | 2 | 3 | 4 | 5 | 6 | 7 | 8 | 9 | 10 | VE |
|                    | Nagy-Britannia (Murdoch)  | 0 | 1 | 0 | 2 | 1 | 0 | 0 | 1 | 2 | 1  | 8  |
| 1. end utolsó köve | Egyesült Államok (Fenson) | 2 | 0 | 4 | 0 | 0 | 1 | 2 | 0 | 0 | 0  | 9  |

- február 19., 19:00

| Csapat             | Csapat                       | 1 | 2 | 3 | 4 | 5 | 6 | 7 | 8 | 9 | 10 | VE |
| 1. end utolsó köve | Nagy-Britannia (Murdoch)     | 0 | 0 | 0 | 0 | 1 | 0 | 0 | 0 | 1 | X  | 2  |
|                    | Finnország (Uusipaavalniemi) | 0 | 0 | 3 | 0 | 0 | 1 | 1 | 0 | 0 | X  | 5  |

Elődöntő
- február 22., 19:00

| Csapat             | Csapat                       | 1 | 2 | 3 | 4 | 5 | 6 | 7 | 8 | 9 | 10 | VE |
| 1. end utolsó köve | Finnország (Uusipaavalniemi) | 0 | 1 | 0 | 0 | 0 | 2 | 0 | 0 | 0 | 1  | 4  |
|                    | Nagy-Britannia (Murdoch)     | 0 | 0 | 0 | 0 | 1 | 0 | 1 | 0 | 1 | 0  | 3  |

Bronzmérkőzés
- február 24., 13:00

| Csapat             | Csapat                    | 1 | 2 | 3 | 4 | 5 | 6 | 7 | 8 | 9 | 10 | VE |
| 1. end utolsó köve | Egyesült Államok (Fenson) | 1 | 0 | 3 | 0 | 0 | 2 | 0 | 1 | 0 | 1  | 8  |
|                    | Nagy-Britannia (Murdoch)  | 0 | 1 | 0 | 1 | 0 | 0 | 3 | 0 | 1 | 0  | 6  |

| Csapat         | Helyezés |
| -------------- | -------- |
| Nagy-Britannia | 4.       |

### Női
- Rhona Martin
- Jacqueline Lockhart
- Kelly Wood
- Lynn Cameron
- Deborah Knox

#### Eredmények
Csoportkör
| Nemzet           | Szkip               | Gy | V | P+ | P- | Gy end | V end | D end | Saját rabolt endek | Lökés % |
| ---------------- | ------------------- | -- | - | -- | -- | ------ | ----- | ----- | ------------------ | ------- |
| Svédország       | Anette Norberg      | 7  | 2 | 61 | 54 | 41     | 36    | 14    | 11                 | 79%     |
| Svájc            | Mirjam Ott          | 7  | 2 | 74 | 44 | 37     | 32    | 11    | 10                 | 75%     |
| Kanada           | Shannon Kleibrink   | 6  | 3 | 68 | 51 | 39     | 32    | 16    | 10                 | 75%     |
| Norvégia         | Dordi Nordby        | 6  | 3 | 73 | 54 | 45     | 32    | 5     | 16                 | 73%     |
| Nagy-Britannia   | Rhona Martin        | 5  | 4 | 55 | 54 | 31     | 35    | 17    | 6                  | 76%     |
| Oroszország      | Ljudmila Privivkova | 5  | 4 | 57 | 60 | 41     | 36    | 14    | 11                 | 77%     |
| Japán            | Onodera Ajumi       | 4  | 5 | 53 | 59 | 36     | 35    | 16    | 11                 | 72%     |
| Egyesült Államok | Cassandra Johnson   | 2  | 7 | 58 | 66 | 34     | 38    | 11    | 9                  | 73%     |
| Dánia            | Dorthe Holm         | 2  | 7 | 47 | 69 | 27     | 42    | 12    | 3                  | 72%     |
| Olaszország      | Diana Gaspari       | 1  | 8 | 44 | 79 | 33     | 43    | 9     | 4                  | 66%     |

- február 13., 14:00

| Csapat             | Csapat                  | 1 | 2 | 3 | 4 | 5 | 6 | 7 | 8 | 9 | 10 | VE |
| 1. end utolsó köve | Nagy-Britannia (Martin) | 0 | 1 | 0 | 0 | 0 | 1 | 0 | 0 | 0 | 1  | 3  |
|                    | Dánia (Holm)            | 0 | 0 | 0 | 0 | 1 | 0 | 0 | 1 | 0 | 0  | 2  |

- február 14., 09:00

| Csapat             | Csapat                  | 1 | 2 | 3 | 4 | 5 | 6 | 7 | 8 | 9 | 10 | VE |
|                    | Svájc (Ott)             | 0 | 0 | 0 | 2 | 1 | 0 | 1 | 0 | 0 | 0  | 4  |
| 1. end utolsó köve | Nagy-Britannia (Martin) | 0 | 0 | 2 | 0 | 0 | 1 | 0 | 1 | 0 | 1  | 5  |

- február 15., 14:00

| Csapat             | Csapat                  | 1 | 2 | 3 | 4 | 5 | 6 | 7 | 8 | 9 | 10 | VE |
| 1. end utolsó köve | Svédország (Norberg)    | 1 | 2 | 2 | 0 | 1 | 0 | 0 | 1 | 0 | 1  | 8  |
|                    | Nagy-Britannia (Martin) | 0 | 0 | 0 | 2 | 0 | 2 | 0 | 0 | 2 | 0  | 6  |

- február 16., 09:00

| Csapat             | Csapat                   | 1 | 2 | 3 | 4 | 5 | 6 | 7 | 8 | 9 | 10 | VE |
|                    | Oroszország (Privivkova) | 0 | 2 | 0 | 0 | 2 | 0 | 0 | 0 | 0 | 0  | 4  |
| 1. end utolsó köve | Nagy-Britannia (Martin)  | 2 | 0 | 4 | 1 | 0 | 0 | 0 | 0 | 2 | 1  | 10 |

- február 17., 14:00

| Csapat             | Csapat                  | 1 | 2 | 3 | 4 | 5 | 6 | 7 | 8 | 9 | 10 | VE |
|                    | Nagy-Britannia (Martin) | 0 | 0 | 0 | 0 | 2 | 0 | 0 | 1 | 0 | X  | 3  |
| 1. end utolsó köve | Kanada (Kleibrink)      | 0 | 2 | 1 | 1 | 0 | 0 | 1 | 0 | 4 | X  | 9  |

- február 18., 09:00

| Csapat             | Csapat                  | 1 | 2 | 3 | 4 | 5 | 6 | 7 | 8 | 9 | 10 | VE |
| 1. end utolsó köve | Nagy-Britannia (Martin) | 0 | 0 | 2 | 0 | 2 | 0 | 2 | 0 | 2 | 1  | 9  |
|                    | Olaszország (Gaspari)   | 0 | 1 | 0 | 2 | 0 | 1 | 0 | 1 | 0 | 0  | 5  |

- február 18., 19:00

| Csapat             | Csapat                  | 1 | 2 | 3 | 4 | 5 | 6 | 7 | 8 | 9 | 10 | VE |
|                    | Nagy-Britannia (Martin) | 0 | 0 | 3 | 0 | 0 | 0 | 1 | 0 | 0 | X  | 4  |
| 1. end utolsó köve | Norvégia (Nordby)       | 2 | 0 | 0 | 1 | 1 | 1 | 0 | 1 | 2 | X  | 8  |

- február 19., 14:00

| Csapat             | Csapat                  | 1 | 2 | 3 | 4 | 5 | 6 | 7 | 8 | 9 | 10 | VE |
|                    | Nagy-Britannia (Martin) | 0 | 0 | 0 | 1 | 0 | 3 | 0 | 1 | 0 | X  | 5  |
| 1. end utolsó köve | Japán (Onodera)         | 0 | 2 | 1 | 0 | 3 | 0 | 1 | 0 | 3 | X  | 10 |

- február 20., 19:00

| Csapat             | Csapat                     | 1 | 2 | 3 | 4 | 5 | 6 | 7 | 8 | 9 | 10 | VE |
|                    | Egyesült Államok (Johnson) | 0 | 1 | 0 | 3 | 0 | 0 | X | X | X | X  | 4  |
| 1. end utolsó köve | Nagy-Britannia (Martin)    | 2 | 0 | 4 | 0 | 3 | 1 | X | X | X | X  | 10 |

| Csapat         | Helyezés |
| -------------- | -------- |
| Nagy-Britannia | 5.       |

## Műkorcsolya
| Versenyző             | Versenyszám | Kötelező tánc | Kötelező tánc | Eredeti (original) tánc | Eredeti (original) tánc | Kűr   | Kűr   | Összesítés | Összesítés |
| Versenyző             | Versenyszám | Pont          | Hely.         | Pont                    | Hely.                   | Pont  | Hely. | Pont       | Helyezés   |
| --------------------- | ----------- | ------------- | ------------- | ----------------------- | ----------------------- | ----- | ----- | ---------- | ---------- |
| Sinead Kerr John Kerr | Jégtánc     | 31,58         | 11.           | 50,28                   | 11.                     | 85,57 | 13.   | 167,43     | 10.        |

## Rövidpályás gyorskorcsolya
Férfi
| Versenyző    | Versenyszám | Előfutam | Előfutam | Negyeddöntő | Negyeddöntő | Elődöntő | Elődöntő | B döntő | B döntő | Döntő   | Döntő   | Helyezés |
| Versenyző    | Versenyszám | Idő      | Hely.    | Idő         | Hely.       | Idő      | Hely.    | Idő     | Hely.   | Idő     | Hely.   | Helyezés |
| ------------ | ----------- | -------- | -------- | ----------- | ----------- | -------- | -------- | ------- | ------- | ------- | ------- | -------- |
| Jon Eley     | 500 m       | 42,511   | 2.       | 42,424      | 2.          | 42,650   | 3.       |         |         | 42,497  | 5.      | 5.       |
| Jon Eley     | 1000 m      | 1:29,147 | 3.       | kiesett     | kiesett     | kiesett  | kiesett  | kiesett | kiesett | kiesett | kiesett | 17.      |
| Jon Eley     | 1500 m      | 2:23,887 | 3.       |             |             | 2:21,862 | 5.       | kiesett | kiesett | kiesett | kiesett | 13.      |
| Paul Stanley | 500 m       | 43,486   | 4.       | kiesett     | kiesett     | kiesett  | kiesett  | kiesett | kiesett | kiesett | kiesett | 20.      |
| Paul Stanley | 1000 m      | 1:28,511 | 4.       | kiesett     | kiesett     | kiesett  | kiesett  | kiesett | kiesett | kiesett | kiesett | 19.      |

Női
| Versenyző       | Versenyszám | Előfutam | Előfutam | Negyeddöntő | Negyeddöntő | Elődöntő | Elődöntő | B döntő | B döntő | Döntő   | Döntő   | Helyezés |
| Versenyző       | Versenyszám | Idő      | Hely.    | Idő         | Hely.       | Idő      | Hely.    | Idő     | Hely.   | Idő     | Hely.   | Helyezés |
| --------------- | ----------- | -------- | -------- | ----------- | ----------- | -------- | -------- | ------- | ------- | ------- | ------- | -------- |
| Sarah Lindsay   | 500 m       | 46,290   | 2.       | 1:09,785    | 3.          | 46,060   | 5.       | kiesett | kiesett | kiesett | kiesett | 8.       |
| Sarah Lindsay   | 1000 m      | 1:35,539 | 3.       | kiesett     | kiesett     | kiesett  | kiesett  | kiesett | kiesett | kiesett | kiesett | 16.      |
| Sarah Lindsay   | 1500 m      | 2:38,460 | 3.       |             |             | 2:29,173 | 6.       | kiesett | kiesett | kiesett | kiesett | 15.      |
| Joanna Williams | 500 m       | 46,857   | 3.       | kiesett     | kiesett     | kiesett  | kiesett  | kiesett | kiesett | kiesett | kiesett | 19.      |

## Snowboard
Halfpipe
| Versenyző      | Versenyszám | 1. selejtező | 1. selejtező | 2. selejtező | 2. selejtező | Döntő      | Döntő      | Döntő   | Helyezés |
| Versenyző      | Versenyszám | Pont         | Hely.        | Pont         | Hely.        | 1. forduló | 2. forduló | Hely.   | Helyezés |
| -------------- | ----------- | ------------ | ------------ | ------------ | ------------ | ---------- | ---------- | ------- | -------- |
| Dan Wakeham    | Férfi       | 14,3         | 35.          | 27,8         | 20.          | kiesett    | kiesett    | kiesett | 26.      |
| Kate Foster    | Női         | 16,4         | 24.          | 24,7         | 14.          | kiesett    | kiesett    | kiesett | 20.      |
| Lesley McKenna | Női         | 1,4          | 34.          | 5,2          | 27.          | kiesett    | kiesett    | kiesett | 33.      |

Snowboard cross
| Versenyző    | Versenyszám | Selejtező | Selejtező | Nyolcaddöntő | Negyeddöntő | Elődöntő | Döntő      | Helyezés |
| Versenyző    | Versenyszám | Idő       | Hely.     | Helyezés     | Helyezés    | Helyezés | Helyezés   | Helyezés |
| ------------ | ----------- | --------- | --------- | ------------ | ----------- | -------- | ---------- | -------- |
| Zoe Gillings | Női         | 1:31,93   | 12.       |              | 4.          |          | D-döntő 3. | 15.      |

## Szánkó
| Versenyző   | Versenyszám | 1. futam | 1. futam | 2. futam | 2. futam | 3. futam | 3. futam | 4. futam | 4. futam | Összesítés | Összesítés |
| Versenyző   | Versenyszám | Idő      | Hely.    | Idő      | Hely.    | Idő      | Hely.    | Idő      | Hely.    | Idő        | Helyezés   |
| ----------- | ----------- | -------- | -------- | -------- | -------- | -------- | -------- | -------- | -------- | ---------- | ---------- |
| Mark Hatton | Férfi egyes | 52,790   | 24.      | 52,720   | 27.      | 1:34,985 | 36.      | 52,494   | 24.      | 4:12,899   | 35.        |
| Adam Rosen  | Férfi egyes | 52,610   | 19.      | 52,130   | 18.      | 52,093   | 14.      | 52,150   | 15.      | 3:28,983   | 16.        |

## Szkeleton
| Versenyző       | Versenyszám | 1. futam | 1. futam | 2. futam | 2. futam | Összesítés | Összesítés |
| Versenyző       | Versenyszám | Idő      | Hely.    | Idő      | Hely.    | Idő        | Helyezés   |
| --------------- | ----------- | -------- | -------- | -------- | -------- | ---------- | ---------- |
| Kristan Bromley | Férfi       | 58,35    | 3.       | 58,75    | 7.       | 1:57,10    | 5.         |
| Adam Pengilly   | Férfi       | 58,37    | 4.       | 59,09    | 10.      | 1:57,46    | 8.         |
| Shelley Rudman  | Női         | 1:00,57  | 4.       | 1:00,49  | 2.       | 2:01,06    |            |